# Cựu sự kỷ
Kujiki (tiếng Nhật: 舊事紀- Cựu Sự Kỷ), hay còn gọi là Sendai Kuji Hongi (先代舊事本紀- Tiên Đại Cựu Sự Bổn Kỷ), là một tác phẩm sử học của Nhật Bản. Đây được xem là một trong những cuốn sử xưa nhất của Nhật Bản cho đến giữa thời kỳ Edo khi các học giả như Tokugawa Mitsukuni đã giành được sự đồng ý rằng đây là cuốn sử viết dựa trên thông tin có trong Nihon Shoki (Nhật Bản Thư Kỷ), Kojiki (Cổ Sự Ký) và Kogo Shūi (Cổ Ngữ Thập Di). Năm 2006, quan điểm này bị phản bác, dựa trên những nghiên cứu các bản thảo còn lưu giữ được, John R. Bentley, đã tranh luận rằng "Cựu Sử Kỷ" đã được viết vào đầu thế kỷ 8. Còn quá sớm để nhận định xem quan điểm của Bentley có được sự chấp thuận của các nhà khoa học không.
Tác phẩm gồm 10 chương, bao quát toàn bộ lịch sử cổ Nhật Bản đến thời Thiên hoàng Suiko, con gái thứ ba của Thiên hoàng Kimmei. Phầ mở đầu được cho là viết bởi Soga no Umako. Trong khi nhiều phần của tác phẩm được trích lại từ Kojiki (712) và Nihon Shoki (720), chương 5 và 10 chứa đựng nhiều thông tin riêng. Toàn bộ các phần được cho là được biên soạn vào giữa những năm 807 và 936.
Có 3 phiên bản của "Cựu Sự Kỷ": phiên bản Shirakawa 30 chương Shirakawahon Kujiki (白河本旧事紀-Bạch Hà Bổn Cựu Sử Kỷ) (được lưu giữ bởi gia đình Shirakawa Hakuou), phiên bản Enpō 72 chương Enpōhon Sendai Kuji Hongi Taiseikyou (延宝本先代旧事本紀大成経- Diên Bảo Bổn Tiên Đại Cựu Sự Bổn Kỉ Đại Thành Kinh) (khám phá năm 1679), và phiên bản tiếp nối Sazaki 31 chương Sazaki Denhon Sendai Kuji Hongi Taiseikyou (鷦鷯伝本先代旧事本紀大成経- Tiêu Liêu Truyền(Truyện) Bổn Tiên Đại Cựu Sự Bổn Kỉ Đại Thành Kinh). Ngoài ra còn có phiên bản "Cựu Sự Kỷ" giả gồm 10 chương.